# Białachówko
Białachówko – wieś kociewska w Polsce położona w województwie pomorskim, w powiecie starogardzkim, w gminie Zblewo na Kociewiu. Osada wchodzi w skład sołectwa Białachowo.
W latach 1975–1998 miejscowość administracyjnie należała do województwa gdańskiego.